# أبتيلونسلايتر
كان Abteilungsleiter (قائد القسم)، وهي كلمة ألمانية لرئيس القسم، أيضًا منصبًا سياسيًا إداريًا متوسط المستوى للحزب النازي، غالبًا ما كان يشغله ضباط سياسيون أركان مرتبطون بـ الغاو في جميع أنحاء ألمانيا. لم تكن رتبة Abteilungsleiter رتبة سياسية فعلية للحزب النازي، بل لقب يحمله عضو في الحزب بالإضافة إلى رتبته الرسمية. تم إنشاء هذا المنصب لأول مرة في عام 1933، بعد أن حصل النازيون على السلطة في ألمانيا. 
كما توجد رتبة من Unterabteilungsleiter، حرفيا «قائد قسم جديد». 
من عام 1933 إلى عام 1939، لم يكن هناك أي شارة خارجية تشير إلى منصب Abteilungsleiter. تغير هذا عند اندلاع الحرب العالمية الثانية، عندما تم إنشاء نظام جديد من شارات سياسية للدلالة على منصب «قائد القسم» الذي تم دمج العنوان السابق له Abteilungsleiter. 